# Chaetocercus jourdanii
El colibrí de Jourdan (Chaetocercus jourdanii), también denominado tucusito garganta rosa (en Venezuela), coqueta de garganta rosada, rumbito colirrufo o zumbador colirrufo (en Colombia), es una especie de ave apodiforme de la familia Trochilidae —los colibríes— perteneciente al género Chaetocercus. Es nativo de Trinidad y Tobago y del norte de América del Sur.

## Distribución y hábitat
Se distribuye de forma disjunta en Trinidad, en las montañas del norte de Venezuela, en la Serranía del Perijá, en los Andes del oeste de Venezuela y en los Andes orientales del norte de Colombia.
Esta especie es considerada de rara a localmente bastante común en sus hábitats naturales: los matorrales, bordes de bosques montanos, plantaciones de café, ocasionalmente en el sub-páramo, en altitudes entre 900 y 3000 m, aunque algunos autores consideran que los registros por arriba de los 2500 m son dudosos. Forrajea principalmente en los estratos medio a alto, pero también en flores bajas.

## Sistemática

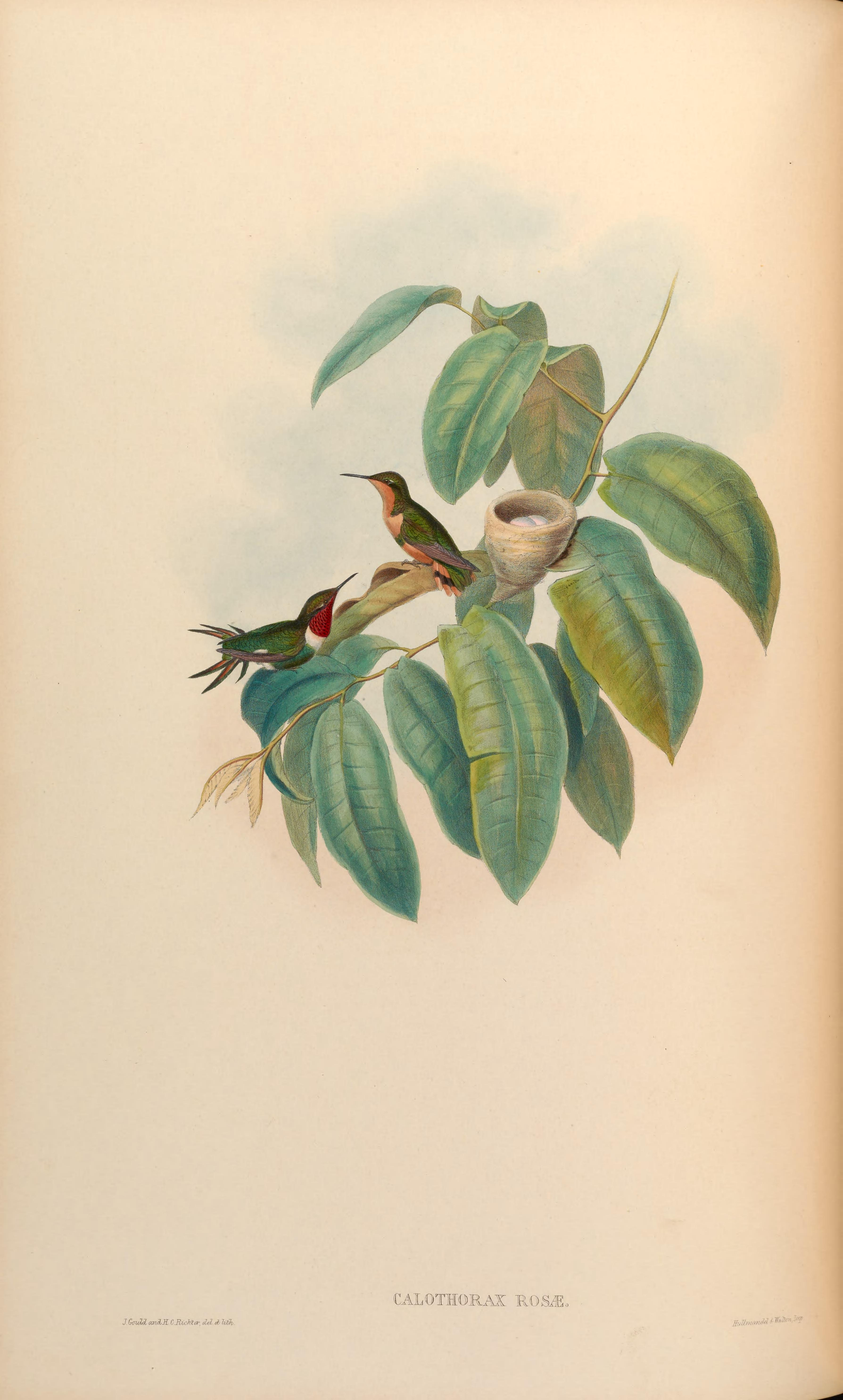
Calothorax rosae, sinónimo de Chaetocercus jourdanii rosae, ilustración de Gould y Richter en A monograph of the Trochilidae, or family of humming-birds 3, 1861.

### Descripción original
La especie C. jourdanii fue descrita por primera vez por el ornitólogo francés Jules Bourcier en 1839 bajo el nombre científico Ornismya jourdanii; su localidad tipo es: «Trinidad».

### Etimología
El nombre genérico masculino «Chaetocercus» se compone de las palabras del griego «khaitē» que significa ‘cabello’, y «kerkos» que significa ‘cola’; y el nombre de la especie «jourdanii», conmemora al zoólogo francés Claude Jourdan (1803-1873), director del Museo de Historia Natural de Lyon.

### Taxonomía
Ya fue tratada como la única especie del presente género con las otras cinco especies colocadas en Acestrura, pero ninguna evidencia en la morfología externa justifica este tratamiento.

### Subespecies
Según las clasificaciones del Congreso Ornitológico Internacional (IOC) y Clements Checklist/eBird  se reconocen tres subespecies, con su correspondiente distribución geográfica:
- Chaetocercus jourdanii jourdanii (Bourcier), 1839 – Trinidad, noreste de Venezuela (montañas de Sucre y norte de Monagas).
- Chaetocercus jourdanii rosae (Bourcier & Mulsant), 1846 – tierras altas del norte de Venezuela (desde Falcón hasta Miranda).
- Chaetocercus jourdanii andinus Phelps Sr. & Phelps Jr., 1949 – Serranía del Perijá y Andes de Venezuela (desde Lara hasta Táchira) y Andes orientales del norte de Colombia.